# Avon Championships of Dallas 1982
Avon Championships of Dallas 1982  — жіночий тенісний турнір, що проходив на закритих кортах з килимовим покриттям Moody Coliseum у Далласі (США) в рамках Світової чемпіонської серії Вірджинії Слімс 1982. Відбувся водинадцяте і тривав з 8 березня до 14 березня 1982 року. Перша сіяна Мартіна Навратілова здобула титул в одиночному розряді й отримала за це 35 тис. доларів США.

## Фінальна частина

### Одиночний розряд
Мартіна Навратілова —  Міма Яушовец 6–3, 6–2
- Для Навратілової це був 5-й титул в одиночному розряді за сезон і 60-й — за кар'єру.

### Парний розряд
Мартіна Навратілова /  Пем Шрайвер —  Біллі Джин Кінг /  Ілана Клосс 6–4, 6–4

## Розподіл призових грошей
| Дисципліна       | П       | F       | 3-тє   | 4-те   | ЧФ     | 1/8    | 1/16   | 1/32 | Попер. коло |
| Одиночний розряд | $35,000 | $17,000 | $9,100 | $8,700 | $4,250 | $2,300 | $1,200 | $650 | $500        |